# فرونت لاين ديفندرز
 المنظمة الدولية لحماية المدافعين عن حقوق الإنسان أو منظمة مساندي الخط الأمامي هي منظمة مهتمة بحماية حقوق الإنسان  تأسست في دبلن، أيرلندا في عام 2001. لحماية المدافعين عن حقوق الإنسان الذين يواجهون خطر، تحديدا أولئك الذين يعملون بسلمية للتأكد من احترام حقوق الآخرين على النحو المبين في الإعلان العالمي لحقوق الإنسان.

## النشأة
المنظمة تأسست من قبل ماري لولر، المدير السابق  منظمة العفو الدولية في إيرلندا. بتبرع أولي  3 ملايين دولار من رجل أعمال دينيس أوبراين. تحمل  فرونت لاين ديفندرز صفة استشاري خاص بالمجلس الاجتماعي والاقتصادي التابع للأمم المتحدة، أيضا المنظمة مراقب لدى اللجنة الأفريقية لحقوق الإنسان والشعوب.
في عام 2006  فتحت المنظمة مكتب في الاتحاد الأوروبي في بروكسل.
فازت المنظمة في عام 2007 بجائزة الملك بودوان التنمية الدولية الجائزة. في 3 يوليو / تموز 2014 ماري لولر قلدت وسام فارس في جوقة الشرف من قبل السفير الفرنسي في أيرلندا، السيد جان-بيير باسم الحكومة الفرنسية.

## الأهداف
مؤسسة الخط الأمامي انشئت بهدف محدد هو حماية المدافعين عن حقوق الإنسان في الخطوط الأمامية، الناس الذين يعملون بسلمية، لدعم أي أو كل الحقوق المنصوص عليها في الإعلان العالمي لحقوق الإنسان (UDHR). مؤسسة الخط الأمامي تهدف إلى معالجة احتياجات الحماية التي يتم تحديدها من قبل المدافعين  أنفسهم. فرونت لاين ديفندرز الهدف العام هو تمكين المدافعين عن حقوق الإنسان والناشطين في التغيير الاجتماعي من مواصلة عملهم دون التعرض لخطر التحرش أو التهديد أو الاعتقال.

## جائزة فرونت لاين ديفندرز للمدافعين عن حقوق الإنسان المعرضين للخطر
عام 2005 تأسست الجائزة، والتي تمنح تقديرا لأشخاص قاموا عن طريق النضال السلمي والعمل بشجاعة أسهموا إسهاما بارزا في تعزيز وحماية حقوق الإنسان الآخرين في كثير من الأحيان معرضين أنفسهم لمخاطر شخصية كبيرة. الجائزة تبرز الفائز على المستوى الدولي، أيضا يمنح الفائز  15000 يورو نقدا.
الفائزين  من هذه الجائزة منذ نشأتها:
- 2005:  مضوي إبراهيم أدم، السودان
- 2006 – أحمدجان مادماروف، أوزبكستان
- 2007 – جيجي كاتانا، جمهورية الكونغو الديمقراطية
- 2008 – أنور البني، سوريا
- 2009 – يوري ميليني، غواتيمالا
- 2010 – ثريا رحيم سوبرانغ، أفغانستان
- 2011 – جوينت موبايل جروب، روسيا
- 2012 – رزان غزاوي، سوريا
- 2013 – بيرام ولد أعبيدي، موريتانيا
- 2014 – جمعية التقييم وتمكين المرأة في المناطق الريفية، باكستان
- 2015 – قوه فيكسيونج، الصين[5]
- 2016 – آنا ميريان روميرو، هندوراس[6]
- 2017 – إميل كوربيدينوف، القرم[7]
- 2018 – Nurcan Baysal، تركيا
- 2019 – إيبو شينتا راتري، إندونيسيا[8]
- 2020 - إفريقيا: مكفولة منت إبراهيم، موريتانيا؛ الأمريكتان: جوارديا إندي ديل كاوكا، كولومبيا؛ آسيا: الجويرية محي الدين، سريلانكا؛ أوروبا وآسيا الوسطى: لارا أهارونيان، أرمينيا؛ الشرق الأوسط وشمال إفريقيا: فاطمة البهادلي، العراق
- 2021 - أفريقيا: أميناتا فابا، سيراليون؛ الأمريكتان: كاميلا موراديا، البرازيل؛ آسيا: الطبيعة الأم كمبوديا، كمبوديا؛ أوروبا وآسيا الوسطى 1: Siarhei Drazdouski & Aleh Hrableuski، بيلاروسيا؛ أوروبا وآسيا الوسطى 2: مامادو با، البرتغال؛ الشرق الأوسط وشمال أفريقيا: سامي وسميحة الحريني، فلسطين
- 2022 - ليه غضنفر جواد، أفغانستان؛ أميرة عثمان حامد، السودان؛ اتحاد المعلمين الريفيين المدمج في زمبابوي (ARTUZ)، زمبابوي؛ خافيير ديل ترانسيتو وماريا ديل ترانسيتو سالفاتيرا، المكسيك؛ فرونت لاين ديفندرز (منظمة الخط الأمامي)، بيلاروسيا[9]